# Лісний (Абатський район)
Лісни́й (рос. Лесной) — селище у складі Абатського району Тюменської області, Росія.
Населення — 39 осіб (2010, 89 у 2002).
Національний склад станом на 2002 рік:
- росіяни — 63 %